# ثورستن باخمان
ثورستن باخمان (ایسلندی: Þorsteinn Bachmann؛ زادهٔ ۲۵ اکتبر ۱۹۶۵) بازیگر اهل ایسلند است.
از فیلم‌ها یا برنامه‌های تلویزیونی که وی در آن نقش داشته‌است، می‌توان به آتشفشان، زندگی در تنگ ماهی، سوگند، مُلکِ توفان، و طبیعی نفس بکش، به‌دام‌افتاده، کاتلا و بگذار سقوط کنم اشاره کرد.